# Bishnupur (ort i Indien, Västbengalen, Bānkurā)
Bishnupur är en ort i Indien.   Den ligger i distriktet Bānkurā och delstaten Västbengalen, i den östra delen av landet, 1 200 km sydost om huvudstaden New Delhi. Bishnupur ligger 73 meter över havet och antalet invånare är 64 041.
Terrängen runt Bishnupur är platt. Runt Bishnupur är det tätbefolkat, med 427 invånare per kvadratkilometer. Det finns inga andra samhällen i närheten. Omgivningarna runt Bishnupur är en mosaik av jordbruksmark och naturlig växtlighet.